# あいちトリエンナーレ
あいちトリエンナーレ（英語: Aichi Triennale）は、愛知県で2010年から3年ごとに開催されている国際芸術祭。主催はあいちトリエンナーレ実行委員会。

## 経緯
2007年2月4日に行われた愛知県知事選挙で3期目の当選を果たした神田真秋は、国際芸術祭の開催をマニフェストに掲げていた。同年9月、2010年秋に愛知県芸術文化センターを中心に開く骨格が発表され、翌2008年2月には芸術祭を3年ごとに行うトリエンナーレとすることが決定した。当時の呼称は「あいち国際芸術祭」だった。同年7月29日、国立美術館館長を務める建畠晢を芸術監督とすることが決定した。10月14日、芸術祭の名称を「あいちトリエンナーレ」とすることが決まった。
第1回トリエンナーレは、2010年開催に向けて準備が進められていたが、2008年秋ごろからのトヨタショックなどにともなう県内の景気後退を受けて、2009年度予算編成では3億1800万円の予算要求のうち4割がカットされる事態となった。2009年3月6日、愛知県議会は総事業費を従来から3割削減した13億8000万円とし、愛知県が8億5000万円、名古屋市が2億8000万円、残りを事業収入で賄うとする議案を可決した。
情報発信拠点「アートラボあいち」が愛知県庁大津橋分室の2階と3階に設置されている。
「あいちトリエンナーレ」の日本語名称は2022年から「国際芸術祭『あいち2022』」に変更され、新監督に京都造形芸術大学教授で森美術館館長を務める愛知県出身の片岡真実が就任する。「あいちトリエンナーレ」から「あいち」への日本語名称変更に関して、2020年8月、朝日新聞が自民党側から名称変更の提案があったことを報じている。

## あいちトリエンナーレ2010

### 概要
| テーマ           | 都市の祝祭 Arts and Cities                                                                                              |
| 会期             | 2010年8月21日～10月31日                                                                                                 |
| 会場             | 愛知芸術文化センター、名古屋市美術館、長者町会場、納屋橋会場、 名古屋城、オアシス21、中央広小路ビル、七ツ寺共同スタジオ |
| 芸術監督         | 建畠晢（国立国際美術館館長）                                                                                            |
| 参加アーティスト | 131組 |
| 入場者数         | 57万2023人 |
| 主催             | あいちトリエンナーレ実行委員会、愛知芸術文化センター、名古屋市美術館                                                    |

- 納屋橋会場
- フィロズ・マハムド(Firoz Mahmud)の作品、愛知県美術館
- フィロズ・マハムドの作品

### プレイベント
- 2009年8月15日から10月25日にかけて、愛知県立芸術大学で教鞭を執り、数々の現代芸術家を教えた櫃田伸也と教え子の作品を展示する「放課後のはらっぱ -櫃田伸也とその教え子たち-」が愛知県美術館と名古屋市美術館で開かれた。
- 同年8月8日から9月23日にかけて、「うしろの正面 -アーティストたちの誠実な遊戯-」が愛知芸術文化センターで開かれた。
- 同年10月10日から11月15日にかけて、「長者町プロジェクト2009」が長者町会場で開催された[15]。

### 会場
- メーン会場を愛知県美術館が入居する愛知芸術文化センターとし、名古屋市美術館と長者町、納屋橋の各会場で主に展示が行われた。長者町会場は、空きビルが目立つ繊維問屋街の長者町（名古屋市中区錦2丁目）[16]や伏見地下街にある空き店舗の内部や壁面を利用したもので[17]、各所を回れるようになっていた。また、納屋橋会場は、納屋橋近くの元ボウリング場のビル（中区栄1丁目）を利用したものであった。
- 開催期間中は、あいちトリエンナーレ2010のラッピングをしたベロタクシーが会場間を走行しており、環境に配慮した乗り物として来場者の足となっていた。このほか、草間彌生のデザインした水玉模様のプリウス「草間の水玉プリウス」がシャトル運行に3台、アーティストの送迎に1台使われたほか、愛知芸術文化センターに1台展示された[18]。

### その他
- オフィシャルサポーターには、SKE48が任命された。
- 開催当初、入場者数の目標を30万人としていたが[19]、10月6日には目標を達成し、最終的に57万2023人が訪れた[14]。また、中学生以下の入場料が無料だったということもあり、子どもの来場者数も多かった[20]。
- 9月28日に予定されていた「日中文化芸術国際交流の祭典」が、9月7日の尖閣諸島中国漁船衝突事件による日中関係悪化を受けて、北京の中央民族大学舞踏学院の学生が来日できなくなり、中止となった[21]。
- 東海ケーブルチャンネルでは2007年7月からトリエンナーレ終了後の2010年11月まで広報番組である『あいちトリエンナーレTV』が放送されていた。
- 劇作家の平田オリザがロボット工学者の石黒浩の協力を得て書き演出した演劇や、ベルギーの演出家のヤン・ファーブルの演劇が上演された[22]。
- 映画監督のジョナス・メカスの『リトアニアの独立とソ連邦の崩壊』（2008年）、アレクサンドル・ソクーロフの『精神（こころ）の声』（1995年）などが上映された[23]。

## あいちトリエンナーレ2013

### 概要
| テーマ           | 揺れる大地 - われわれはどこに立っているのか：場所、記憶、そして復活                               |
| 会期             | 2013年8月10日～10月27日                                                                           |
| 会場             | 愛知芸術文化センター、名古屋市美術館、長者町会場、納屋橋会場、 東岡崎駅会場、康生会場、松本町会場 |
| 芸術監督         | 五十嵐太郎（東北大学大学院工学研究科教授）                                                        |
| キュレーター     | ルイス・ビッグス、住友文彦、飯田志保子                                                            |
| 参加アーティスト | 122組                                                                                             |
| 入場者数         | 約62万人                                                                                          |
| 主催             | あいちトリエンナーレ実行委員会                                                                    |

- 愛知芸術文化センターで開催された「東日本大震災 報道写真展」と「子どもたちの心の音」
- 会期中、移動車両として使われたベロタクシー。名古屋市中区栄。
- 最終日。松本町会場の松應寺
- あいちトリエンナーレ2013のスタッフ

### プレイベント
- 2012年11月1日から12月2日にかけて、「岡崎アート&ジャズ 2012」が岡崎市で開催された。会場は岡崎公園、岡崎シビコ、東公園内旧本多忠次邸、岡崎市図書館交流プラザなど。参加アーティストは14組。その中に、前回の「あいちトリエンナーレ2010」で「LOVEちくん」「長者町くん」などのキャラクターを出展した[25]斉と公平太がいた。斉とはこのプレイベントでその後ゆるキャラとして脚光を浴びる「オカザえもん」を出品[26]。会期中にアートイベント「オカザえもん in 二七市（ふないち）」を開いた。
- 同年11月3日、愛知県庁本庁舎や名古屋市市政資料館などをガイドツアーで案内する「オープンアーキテクチャー」が開催された[27]。
- 同年11月23日、24日、「青木野枝ワークショップ」が開催された。

### 会場
- 長者町エリアでは、地下鉄伏見駅の入口や地下街で、台湾の打開連合設計事務所によるトリックアートが展示された[28]。
- 納屋橋エリアでは、納屋橋会場である東陽倉庫テナントビルに13名と1組（2名）、大名古屋ビルヂングに1名、計16名のアーティストの作品が展示された。

### その他
- 記録映画作家の土本典昭の『原発切抜帖』（1982年）、写真家の細江英公の『へそと原爆』（1960年）、劇作家のサミュエル・ベケットの『クワッド』（1981年）、映画監督のチャオ・イエの『ジャライノール』（2008年）など、映像作品がいくつか上映された[29][30]。
- 現代美術家のやなぎみわの演劇『ゼロ・アワー 東京ローズ最後のテープ』、第54回岸田國士戯曲賞受賞劇作家の柴幸男の『日本の大人』などが上演された。
- 建築家の藤森照信、宮本佳明、青木淳、石上純也、藤村龍至らが作家として参加した。
- 前回のトリエンナーレに続いて、斉と公平太デザインの「長者町くん」が参加。週末になると長者町会場に現れ、愛嬌をふりまいた[31]。
- 最終日の2013年10月27日、岡崎市ではちょうちん行列が行われ、松本町会場の松應寺で「クロージングイベント また逢う日まで」が開催された。同イベントにはオカザえもんも参加した[32]。
- 芸術監督の五十嵐太郎が2013年度の芸術選奨新人賞芸術振興部門を受賞した。

## あいちトリエンナーレ2016

### 概要
| テーマ           | 虹のキャラヴァンサライ 創造する人間の旅 Homo Faber: A Rainbow Caravan                                                                                              |
| 会期             | 2016年8月11日～10月23日 |
| 会場             | 愛知芸術文化センター、名古屋市美術館、長者町会場、栄会場、名古屋駅会場、 PLAT会場、水上ビル会場、豊橋駅前大通会場、 東岡崎駅会場、康生会場、岡崎公園会場、六供会場 |
| 芸術監督         | 港千尋（多摩美術大学美術学部情報デザイン学科教授） |
| キュレーター     | 拝戸雅彦、ダニエラ・カストロ、服部浩之、金井直、ゼイネップ・オズ、越後谷卓司、濱治佳、藤井明子、唐津絵理、水野学、伊藤優子                                         |
| 参加アーティスト | 119組 |
| 入場者数         | --- |
| 主催             | あいちトリエンナーレ実行委員会 |

- オアシス21で行われた一輪車パフォーマンス
- オアシス21で行われた大道芸パフォーマンス
- 岡崎公園会場（ペンタルム・ルミナリウム）[33][34]
- 豊橋市の水上ビル会場
- 会期中、移動車両として使われたベロタクシー。名古屋市中区。

## あいちトリエンナーレ2019

### 概要
| テーマ           | 情の時代 Taming Y/Our Passion                                                                                         |
| 会期             | 2019年8月1日～10月14日                                                                                                |
| 会場             | 愛知芸術文化センター、名古屋市美術館、名古屋市内のまちなか（四間道・円頓寺）、 豊田市（豊田市美術館及び豊田市駅周辺） |
| 芸術監督         | 津田大介 |
| キュレーター     | 飯田志保子（チーフ）、能勢陽子、ペドロ・レイエス、鷲田めるろ、杉原永純、 相馬千秋、大山卓也、会田大也                 |
| 参加アーティスト | 79組 |
| 入場者数         | --- |
| 主催             | あいちトリエンナーレ実行委員会 （主たる役員の名簿は注釈欄に記載）                                                     |

### 会場
- 愛知県美術館
- 愛知県美術館
- 豊田市美術館
- 豊田市美術館
- 旧愛知県立豊田東高等学校の跡地
- 豊田市民ギャラリー会場（ヴィッツ豊田タウンの地下）
- 名鉄豊田市駅の下に設けられたインフォメーション・センター
- 「アートラボあいち」（愛知県庁大津橋分室内）[9]
- 円頓寺商店街に設けられたインフォメーション・センター
- 円頓寺商店街の会場
- 名古屋市美術館
- 名古屋市美術館

### 経緯
2017年7月18日、あいちトリエンナーレ芸術監督選考委員会は、あいちトリエンナーレ実行委員会に対しジャーナリスト津田大介を「バランス感覚に優れ、また、情報を整理する能力にも長けていることから、いろいろなアイデアや意見を取り込んで、トリエンナーレを創り上げることができる」などの理由から芸術監督として推薦し、同年8月1日に津田は芸術監督に就任した。実行委員会の大村秀章会長（愛知県知事）は津田に「ちょっととんがった芸術祭にしたいと思い、色々な情報発信を続けている津田さんに芸術監督をお願いした。その時々の社会情勢を含めて発信してもらえれば」と委嘱状を渡した。
津田は「芸術監督に与えられている権限は大きい」と決定権を握ると学芸員が提出してきた作家を「ピンとこない」と退けて陣頭指揮を執る。津田は話題性を集めるため「ジェンダー平等」を仕掛け「日本初」を目玉にした宣伝活動を展開する。2019年3月27日、津田は記者会見を開き、国内外79組の出典作家を「男女平等」に選考したと発表して「あいちトリエンナーレ2019」を全国紙で紹介させることに成功する。また、あいちトリエンナーレで恒例となっていたプロデュースオペラを廃し、音楽プログラムを新設して、ニュースサイト「ナタリー」で津田の共同創業者を務めた大山卓也をキュレーターに任命した。芸術家としての経験がないことについての批判する声もあったが、津田はツイッターで以下の反論を行っている。

2019年3月27日に「表現の不自由展・その後」の企画を決定。津田は企画の意図について、あいちトリエンナーレのアドバイザー東浩紀（表現の不自由展を巡る混乱の責任を取って8月15日に辞任）との対談で以下のように説明している。

### 企画展「表現の不自由展・その後」
2019年3月27日、あいちトリエンナーレ2019の企画発表会の際に、「表現の不自由展」が行われることと、その展示主旨が公表される。
2019年7月29日、芸術祭実行委員会の大村秀章愛知県知事は「表現の不自由展・その後」実行委員会（アライ＝ヒロユキ、岩崎貞明、岡本有佳、小倉利丸、永田浩三）と7月1日付で契約書を締結し、7月31日（開催前日）に愛知県芸術文化センター8階の愛知県美術館ギャラリーで企画展「表現の不自由展・その後」が開催されることが発表された。会場は愛知県芸術文化センター8階、愛知県美術館ギャラリー。
「表現の不自由展」は、新宿ニコンサロンが安世鴻による元慰安婦の写真展を中止にした事件（ニコン慰安婦写真展中止事件）を契機に開催された企画展で「その後」は続編に位置付けられており、津田大介は群馬県と市民団体が裁判中により群馬県立近代美術館が展示を拒否した「群馬県朝鮮人強制連行追悼碑」に展示依頼を出すなど展示の拡充が行われた。
この企画展は芸術監督の津田大介が招聘し、不自由展実行委員会の必要経費を立て替えて実現させたもので、企画内容は芸術監督の津田大介、不自由展実行委員会の間で決定され、チーフキュレーターの飯田志保子は関わっていなかった。
企画テーマは『「慰安婦」問題、天皇と戦争、植民地支配、憲法9条、政権批判など、近年公共の文化施設で「タブー」とされがちなテーマの作品が、当時いかにして「排除」されたのか、実際に展示不許可になった理由とともに展示した』だが、後述する『平和の少女像（日本政府の呼称は「慰安婦像」）』や大浦信行の『遠近を抱えて PartII（「昭和天皇の肖像写真を燃やし、その灰を靴で踏みつける」表現が批判の対象となった）』などの炎上した作品は「排除」されたことはない。
キュレーションは安倍晋三内閣総理大臣の影響を受けており、慰安婦問題に関連した展示が多い理由は「安倍晋三政権が(慰安婦被害を)目につかないようにしたからこそ、そうなっただけ」と説明されている。そのほかにも「安倍政権の右傾化への警鐘」を掲げた『時代の肖像ー絶滅危惧種』、「ABE IS OVER」を掲げた『マネキンフラッシュモブ』、安倍政権の圧力で海外に出展できなかったと主張する『気合い１００連発』などの表現物が展示された。

開催の前日、美術批評家の黒瀬陽平は以下の見解を示している。

黒瀬の懸念は的中し、キュレーター不在で設置した展示会場は、質の高い鑑賞空間の構築に失敗し、開催3日目で中止が決定された。文化芸術の発展を目的に文化庁が支援した国際芸術祭に日韓外交戦争などの政治問題を持ち込んだことは『あいちトリエンナーレの期待水準に達しない、また「芸術の名を借りた政治プロパガンダ」と批判される展示をみとめてしまった。(あいちトリエンナーレのあり方検証委員会 中間報告)』と批判の対象となり、日本の文化振興政策にも影響を与えた。

#### 「表現の不自由展・その後」開催開始から中止まで
慰安婦問題を芸術祭に持ち込めば運営に大きな支障が生じることは2014年のアングレーム国際漫画祭で実証されていたが、「炎上のプロ」を自任する津田は、国際美術展の原則である写真撮影とSNS投稿は自由という国際慣習を禁止し、報道機関に対しても、企画内容によっては取材に応じられないこと、報道前に記事の内容を提出することを義務付ける検閲を設けた。
開催当日から表現の不自由展に対しての抗議は殺到し、翌日に津田は記者会見を開き「平和の少女像の内容の変更も含めた対処を考えている」と表明したが事態は好転せず、嫌韓感情を焚きつけられた愛知県民が京都アニメーション放火殺人事件を模倣した犯罪予告を行う事件も発生した。愛知県知事を兼ねる実行委員会会長の大村は、対応する愛知県職員の疲弊に加えて、7月18日の京都アニメーション放火殺人事件を考慮した結果、芸術祭全体の運営に支障をきたすとして『表現の不自由展』を自主規制で閉鎖することを決断し『表現の不自由展』は展示中止となった。
閉鎖後、津田は「『表現の不自由展・その後』は、100個近くある企画のうちの1つ。初めてあいちトリエンナーレに来場した方は5割以上にのぼる。これまで美術に興味がなかった方々が来てくれていて有難い。正確な数字は出ていないが、前回の来場者を上回っている。あいちトリエンナーレはまだ2カ月近く開催されているので、ぜひ会場に足を運んでもらいたい。」と語ったが、8月5日に大韓民国文化体育観光部のキム・ジンゴン報道官が「愛知県で我々の『平和の少女像』展示を中止した残念な状況が生じている」と遺憾を表明し、翌日の6日には、大韓民国外交部のキム・インチョル報道官が「被害者の傷の癒やしや名誉回復に反する行為で、非常に遺憾」と表明するなど、炎上は日韓の外交問題にまで延焼していった。

#### 『平和の少女像』
『平和の少女像（日本での名称は「慰安婦像」）』は政治団体「韓国挺身隊問題対策協議会（通称：挺対協）」が2011年12月14日に在大韓民国日本国大使館前での抗議デモ100回を記念して製作した。当初は碑石の設置が計画されたがソウル市鍾路区の金永椶区長の「碑石よりは芸術作品である少女像がよい」という助言を受けて『平和の少女像』が製作された。
『平和の少女像』は在大韓民国日本国大使館前に無許可で設置され、挺対協が反日デモのランドマークとしたため、日本政府はウィーン条約で規定された『公館の威厳の侵害』等に関わる問題として撤去を求め、2015年の慰安婦問題日韓合意で韓国の朴槿恵政権もこれを認めた。しかし、挺対協は慰安婦問題日韓合意を認めず『平和の少女像』は不可侵の存在であると宣言した。朴槿恵韓国大統領弾劾訴追により文在寅政権が成立すると、文在寅大統領は挺対協らを青瓦台（大統領府）に招き、慰安婦合意の締結を「真実・正義に反する」と謝罪し、康京和外相も「日本が（『平和の少女像』の）移転を要求すればするほど少女像はさらに作られる」として、日本側の撤去要求を拒否した。韓国各地には挺対協の教化を受けた10代から20代の世代（「少女像世代」と称される）を中心に韓国国内に『平和の少女像』の複製は増加を続け、2019年には100体を越え、韓国外でも米国など7ヶ国12ヶ所に設置が行われた。日本でも挺対協と連携する組織『希望のたね』が日本軍『慰安婦』問題解決全国行動共同代表の梁澄子によって2017年6月に設立され、『表現の不自由展』実行委員の岡本有佳が理事として参加している。
慰安婦問題日韓合意で大韓民国の尹炳世外交部長官は「この問題が最終的かつ不可逆的に解決されることを確認する」と宣言し「国連等国際社会において本問題について互いに非難・批判することは控える」ことが併せて確約されたが『平和の少女像』は日本軍性奴隷制の国際法上の責任を問う象徴として世界各地に設置され、あいちトリエンナーレ開催期間中も、ドイツのドルトムントやベルリンのブランデンブルク門、米国バージニア州などで開催された日本を糾弾する集会の旗手として掲げられた。

#### 展示までの経緯
2012年、日本アジア・アフリカ・ラテンアメリカ連帯委員会が東京都美術館で開催した「第18回JAALA国際交流展」に『平和の少女像』のミニチュアが出展されたが、東京都美術館から「（政治的表現物であるため美術館の）運営要綱に抵触する」として撤去された。その経緯から「主催者の抗議にもかかわらずいつの間にか展示会場から消えた少女像は、日本の歴史認識と表現をめぐる『不自由な状況』を暴露するもの」（韓国美術研究家の古川美佳）として、2015年の「表現の不自由展」に『平和の少女像』の複製が展示物として採用された。
製作者のキム・ウンソンは「日本が本当に謝罪し反省しているのなら、むしろ東京庁舎前にも少女像を建てるべきだ。」と公言し、2016年から日本軍性奴隷制問題解決のための正義記憶連帯（旧・韓国挺身隊問題対策協議会）理事を務めているが、芸術監督の津田大介は「公的機関から独立したアーティストが、自分の作品に政治的な意図を込めるのは、断じて“プロパガンダ”などではなく、“オピニオン”です。」とし、慰安婦像は「日本政府の歴史認識を超えた歴史観を僕たちに押しつけるものではなく、そのような過去を反省し、未来に向けて立派に生きていくことを誓った僕たち日本人を貶めるものではないと考えます」として展示を決定した。解説を担当した岡本有佳は「(日本国内で朝鮮半島に対する)植民地支配に向き合おうとする人たちに希望をつないでほしい」と述べ、英語の解説は慰安婦問題日韓合意で使用が禁じられた「性奴隷（victims of the Japanese military sexual slavery）」という単語を用いられ、日本政府が決定した「慰安婦像」の呼称に対しても「本作の作品名は《平和の少女像》(正式名称「平和の碑」。「慰安婦像」ではない)。」と解説している。
「平和の少女像」は、例外的に「SNS推奨」のキャプションが7月31日に添付されたが、あいちトリエンナーレのあり方検証委員会が「個人の解釈によるSNS投稿は、さらに作品の意図とは無関係な、美術に関心のない人々を巻き込み、彼ら個人の思想・心情を訴えるために利用され、いわゆる「炎上」を招くことにつながった」と認めるように、製作者の思想・信条の拡散には失敗した。

#### 展示に対する世論の反応
週刊文春が8月3日～5日に行った「平和の少女像」の展示に関するアンケート調査（期間、対象者810人）では、「賛成」は16.2％、「反対」は74.9％という結果であった。産経新聞がFNNと合同で実施した世論調査でも、「平和の少女像」などの作品が展示されるべきアートであるかについて、「思わない」が64.0％、「思う」が23.9％との結果が出た。

#### 展示に対する政治家の批判
津田大介芸術監督は「（展示中止は）政治家の圧力が中止の原因ではない」と繰り返し強調しているが、CIMAM（国際美術館会議）は「The cancellation is an infringement of the artists’ freedom of expression, at the behest of politicians and the Mayer of Nagoya City, Takashi Kawamura, who made a direct request for the exhibition to be closed.」と展示中止は芸術祭実行委員会で会長代行を務める河村たかし名古屋市長の要望であるとしている。河村が慰安婦に対する日本政府の謝罪を求めるアメリカ合衆国下院121号決議の全面撤回を主張していた経緯から、津田は慰安婦像の展示中止を求める声明を発表することを予想していたが、行動を起こされることは想定外だったとしている。
8月1日、あいちトリエンナーレ実行委員会会長代理を務める河村たかし名古屋市長は、大阪市の松井一郎市長から、あいちトリエンナーレで慰安婦像の展示が行われていると質されたため、翌日に会場視察を行った。河村は『平和の少女像』だけではなく皇室関連の展示についても問題視し、実行委員長の大村に対して『表現の不自由展』の中止を含めた適切な対応を求める公文を8月2日付で発していた。吉村洋文大阪府知事は「表現の自由は保障されるべきだが、反日プロパガンダと国民が思うものを、愛知県が主催者として展示するのは大反対。」と批判、松井も「税投入してやるべき展示会ではなかったのではないか。個人が自費で様々な会合をするのは否定しない。」 とした上で、大村に対して展示したことについての説明責任を求めた。神奈川県の黒岩祐治知事も『平和の少女像』を「極めて明確な政治的メッセージがある。それを税金を使って後押しするのは、表現の自由より、政治的メッセージを後押しすることになる。」など政治家からは展示反対の表明が相次いで行われた。
自由民主党は日本の尊厳と国益を護る会が『平和の少女像』の展示について「『芸術』や『表現の自由』を掲げた事実上の政治プロパガンダだ。公金を投じるべきでなく、国や関係自治体に適切な対応を求める」と声明を発表し、日本維新の会も杉本和巳衆院議員（比例東海ブロック）が「公的な施設が公的支援に支えられて行う催事として極めて不適切」として、展示中止を求める要望書を提出した。

10月12日、河村は、あいちトリエンナーレ実行委員会会長代行として、名古屋市民に対して『平和の少女像』に関して以下の声明を公開した。
これらの指摘に対して、芸術監督の津田大介は「政治家は、表現の自由に対して権力を行使できる立場であり、もう少し発言は抑制的であるべきだと思います」と批判し、また、津田を論説委員として擁する朝日新聞も「行政には、選任した芸術監督の裁量に判断を委ね、多様性を保障することに最大限の配慮をすることが求められる。」と批判を行った。また、日本共産党も、政治家による展示中止を求める動向を検閲行為として批判し、日本による「性奴隷制」の加害の事実を認め、被害者への謝罪と賠償の責任を日本は果たすべきという立場から『平和の少女像』の展示を支持する表明した。

#### 展示再開への動き
8月3日、日本ペンクラブは、『平和の少女像』などの撤去を求めた河村市長の発言に対して「人類誕生以降、人間を人間たらしめ、社会の拡充に寄与してきた芸術の意義に無理解な言動と言わざるを得ない」と批判し、展示続行を求めた。
8月4日、日本軍『慰安婦』問題解決全国行動は、日本軍「慰安婦」制度という戦争犯罪について日本が事実を認め、再発防止のための教育と記憶・継承をたゆまず続けて行くことで被害者たちの赦しを得ることができるのに、政治家をはじめとする一部の人々が再び逆の言動をとっていると批判し、即時再開を求めた。同日に「戦争と女性への暴力」リサーチ・アクション・センターも、「平和の少女像」が美術館の中に芸術作品として展示されたことにより、慰安婦問題日韓合意で慰安婦像を撤去する理由である「公館の安寧・威厳の維持の観点からの懸念」はなくなったとし、「平和の少女像」を含む表現の不自由展の展示の再開を求めた。
8月5日、女たちの戦争と平和資料館は、高江ヘリパッド問題に愛知県警が協力したことを引き合いに「表現の不自由展・その後」に対する脅迫犯を検挙することを要請。
8月6日、日本YMCAが「『平和の少女像』の撤去を求めた河村市長の発言は、日本の植民地支配下で性奴隷とされた元「従軍慰安婦」女性の人権と尊厳を侵害する行為に他なりません。」「加害者としての責任を問うことなく、真実を覆い隠しては、 真の平和はつくりだせません」として『平和の少女像』展示再開を求めた。
8月9日に日本キリスト教協議会の金性済総幹事が「平和の少女像への不当な攻撃を恐れず「表現の不自由展その後」を再開してください」と大村に要望書を提出、8月21日には、日本バプテスト連盟の加藤誠理事長も抗議声明を発表した。

8月12日、あいちトリエンナーレに参加するアーティストは、以下の声明文を発表し、作品の展示中止を宣言した。

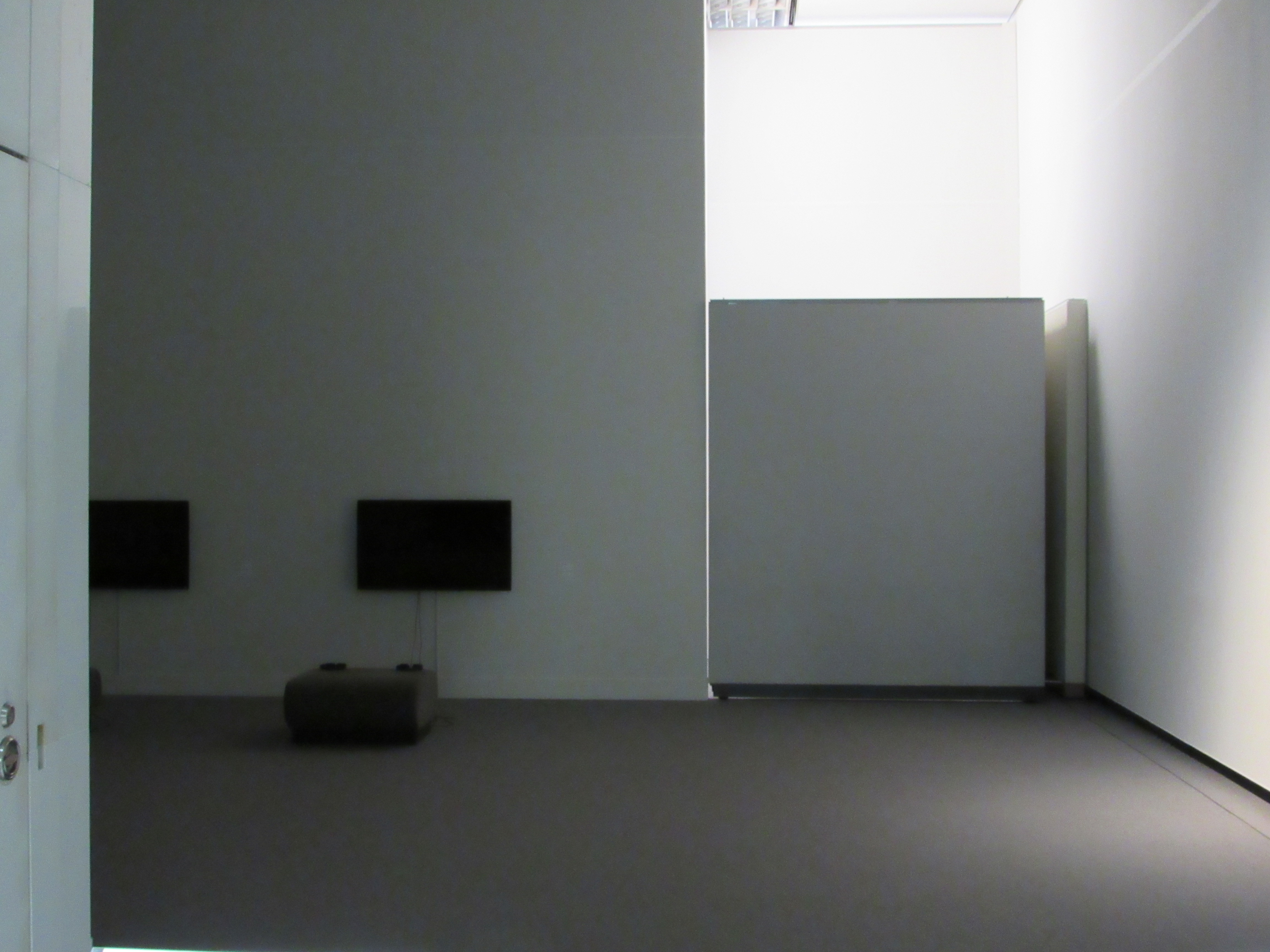
閉鎖された「表現の不自由展・その後」入口2019年8月16日撮影。

8月21日、アムネスティ・インターナショナル日本は「特に『平和の少女像』が、攻撃の対象となっている」とし、河村たちの発言を「日本軍性奴隷制について、その歴史的事実のみならず、人権侵害に対する国家責任や被害者の尊厳などをも否定する言動である。」と批判し、「日本政府は『平和の少女像』の展示を攻撃する今回の公人の言動に対して、これを是認することなく公式に反駁し、日本軍性奴隷制の被害者の尊厳を傷つける発言をくい止めるための具体的な措置を取らねばならない。」と声明を発表した。
また、平和の少女像の展示中止を歴史修正主義との闘いとする運動も行われた。8月7日、法学者の田島泰彦が「公権力が許す範囲で表現の自由を認めようとする流れが安倍政権にはある。その流れの中でテロ予告や脅迫があり、さまざまな規制・統制が進んでいる。この展示を全力で守り抜こう」と国会内集会を開催すると、荻野富士夫小樽商科大学名誉教授や醍醐聰東京大学名誉教授らが加わって「歴史修正主義とのたたかいでもある」と決起した。また、日本史研究会も2019年度の大会で「歴史の学術研究の成果を無視し、隣国への差別意識を助長する歴史修正主義及び排外主義に反対するとともに、昨今の事態に深い憂慮を表明し、表現・言論・学問の自由の重要性を強く社会に訴えるものである。」と声明を発表した。国外では『希望のたね』理事の山口智美により、この騒動は日本政府と新ナショナリスト軍による慰安婦の歴史を排除する歴史戦であると喧伝された。

#### 「表現の不自由展」展示中止に対する憂慮の声明
『表現の不自由展』の展示中止に関しては、多くの文化団体が憂慮の声明を発表している。公益社団法人日本漫画家協会事務局は「意見や感想、自由な論争以前に、暴力に繋がる威嚇により事態が動いた事が、前例とならないように切に願います」と表明し、日本美術家連盟も「表現の不自由展・その後」の中止が決定されたこと、その原因が多数の脅迫めいた言説等によるものであることを、深く憂慮します」と声明を発表した。

#### 「表現の不自由展」展示中止に関する論説
新聞各紙はテロや脅迫で表現の自由を奪う行為に対しては厳しい批判で一致していたが、主催者側の表現方法が適切であるかについては論点が分かれた。
あいちトリエンナーレを後援している朝日新聞は、8月6日に社説で「一連の事態は、社会がまさに「不自由」で息苦しい状態になってきていることを、目に見える形で突きつけた。病理に向き合い、表現の自由を抑圧するような動きには異を唱え続ける。そうすることで同様の事態を繰り返させない力としたい。」と掲載し、不自由展に否定的な世論への批判を行った。
しかし、産経新聞から「非常識な展示会に批判が相次いだことは、国民の常識感覚の表れである。それを「『不自由』で息苦しい状態」といい、「病理」とまで断じる感覚はおかしい。」。「慰安婦像などに対して芸術作品としての妥当性には踏み込まず、表現の自由の議論に持ち込むことを避けている」などの批判が行われた。
不自由展の再開に際しては、産経新聞は社説で「昭和天皇の肖像を燃やす動画の展示などは、日本へのヘイト（憎悪）そのものである。なぜ多くの人が憤ったか。あまりに軽く考えてはいないか。」と批判すると、朝日新聞は、16日の社説で「慰安婦に着想を得た少女像や昭和天皇を含む肖像などが燃える映像作品に対して、「日本へのヘイト」との批判も飛び出した。これもあきれる話だ。」と批判、産経新聞は18日の社説で「朝日はヘイトを許すのか」という見出しを掲げ「『日本国の象徴であり日本国民統合の象徴』である天皇や日本人へのヘイト表現といえる。だから多くの人々があきれ、憤った」と批判を返した。
読売新聞は「展示作品が物議を醸すことが予想されたのに、反発を感じる人への配慮や作品の見せ方の工夫について、検討が尽くされたとは言い難い。」「結果的に、脅迫を受けて展覧会を中止する前例を作ったとも言える。その事実は重く受け止めなければならない。」、企画者は「表現（本来的に謙虚な営みであって、最初から表現相手に対する敬意を前提にしている）」と「主張（一種の自己拡張の行為であって、根本的に相手に影響を与えて変えようとする動機に基づいている）」という言葉を取り違えているなどの批判を行った。

#### 東浩紀の辞任
8月14日、あいちトリエンナーレで企画アドバイザーを務める思想家の東浩紀は、「『表現の自由』ｖｓ『検閲とテロ』という構図は、津田さんと大村（秀章愛知県）知事が作り出した偽の問題だ」とし、慰安婦像について「政治的に利用されてしまった」、昭和天皇を扱った作品は「過激な表現が多くの市民にショックを与えた」と分析し、「外交問題に巻き込まれたこと」と「市民への説明不足」について誠実に謝罪し、市民や作家を巻き込んだ議論を行うべきだと津田大介芸術監督に提案を行ったが、これを拒否されたため職務を果たすのが困難として辞任した。
8月15日、芸術監督の津田大介が『表現の不自由展』の経緯について『「表現の不自由展・その後」にどの作品を展示し、どの作品を展示しないかは、最終的に「表現の不自由展・その後」の出展者である不自由展実行委が決定権を持っていました。』『僕は、途中で企画を断念したり、参加を取り下げられることも視野に入れつつ、今後の不自由展実行委や県側との協議に希望を残すことにしました。』とネット上で報告。芸術監督としての責任は「最後まで現場監督としてトリエンナーレを無事終えることが自身の責任の取り方であると考えています。」として辞任を否定した。

#### あいちトリエンナーレのあり方検証委員会の設置
8月16日、芸術祭実行委員会会長の大村秀章愛知県知事は『あいちトリエンナーレのあり方検証委員会（座長・山梨俊夫国立国際美術館長、副座長・上山信一愛知県政策顧問）』を設置し、自らもオブザーバーとして参加した。検証委員会の報告として「表現の不自由展」に抗議する人々を「美術に関心のない人々」「反知性主義の存在」とし、抗議が大規模になった理由についても『「抗議」や「声明」が「娯楽」（祭り）に転換されたソーシャルメディア型のソフト・テロ』であると結論付けた。責任の所在については、「誤解を招く展示が混乱と被害をもたらした最大の原因は、無理があり、混乱が生じることを予見しながら展示を強行した芸術監督の行為にある。そしてその背景にはそれを許す組織体制上の数多くの欠陥があった。」と芸術監督の津田大介に求め、実行委員長の大村知事は「芸術監督の上で会長（知事）は全体を掌握する立場にあるが、政治家であるため日本国憲法第21条の表現の自由及び検閲禁止の規定に縛られ、展示内容については芸術監督にすべてをゆだねざるを得ない立場にあった」と免責し、津田を芸術監督とした任命責任についても「人選自体に問題はなかった」と判定している。なお、津田は「今回の騒動は、関係者間のコミュニケーションがうまくいっていなかったことが最大の問題だった」と反論している。このようにして事態の幕引きは図られたが、芸術祭実行委員会会長代行の河村たかし名古屋市長は実行委員の議論を経ずに検証委の設置が決まったなどとして反発し、名古屋市は別途に検証を行うことを表明した。河村の設置する検証委員会に対して、大村は「展示の中身を検証して、けしからんから（市の負担金を）出さないというなら、検閲委員会になる」と反発した。

#### 大村愛知県知事と河村名古屋市長の対立

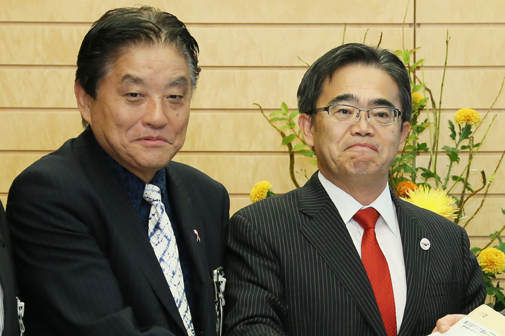
名古屋市長・河村たかしと愛知県知事・大村秀章（2015年、内閣総理大臣官邸）

大村秀章愛知県知事と河村たかし名古屋市長は愛知県と名古屋市を一体化した自治体として運営しようという中京都構想を唱える盟友関係であったが、表現の不自由展によって関係が分断された。
河村は、あいちトリエンナーレ実行委員会規約の第13条に基づいて運営会議を招集して『表現の不自由展』に関して公議することと『表現の不自由展』を専決処分で中止した理由を16条2項の「専決処分をしたときは、これを次の運営会議 において報告しなければならない。」の履行を求めるなど7項目の公開質問状を送付し、大村も「きっちり論破する」と応じる反応したが「検証委員会の中間報告が質問に回答している」と述べ、疲弊を理由に回答を引き延ばした。10月8日に『表現の不自由展』が再開されると、河村は愛知芸術文化センター（『表現の不自由展』開催地）前に赴き、抗議のために座り込みを行った。これに対して、大村は抗議の書簡を河村に送った。文化庁の補助金不交付に関しても、大村が文化庁に対して法的措置で争う姿勢を見せたのに対して、河村は「至極まっとうな判断」として国と歩調を合わせて名古屋市の負担金を愛知県に支払うことを拒絶することを表明した。

#### あいちトリエンナーレ実行委員会と表現の不自由実行委員会の対立
『表現の不自由展』が閉鎖されると「表現の不自由展」実行委員会は、大村と締結した契約書の「疑義があれば誠実に協議して解決を図るという趣旨」の条項に反して、通告なしの展示中止が行われたと批判する声明を発表。また、津田に対しても「（圧力に屈しないよう）僕も一緒に闘う」と発言していながら「表現の不自由展」実行委員会に相談なく展示中止を承認したことを批判した。大村は脅迫に対する緊急避難措置として「あいちトリエンナーレ実行委員会規約」第16条の「会長は、運営会議の議決事項について、緊急を要するときは、これを専決処分することができる」を発動させたと説明をしたが、8月3日に出展者のイム・ミヌクとパク・チャンキョンが出品辞退を申し入れたことを先駆けに、8月12日には出展者12名が「あいちトリエンナーレ実行委員会が不合理な脅しと政治的な要求に屈したことは表現の自由を侵すものである」としてロックアウトを表明した。21日には『平和の少女像』製作者のキム・ソギョンとキム・ウンソン夫妻が来日し「脅迫に屈服する姿に、正義と真実さえ覆い隠そうとしているのではないかとの疑いを持つ」と批判する声明を発表した。また「表現の不自由展」実行委員会の岡本有佳が属する『希望のたね』も代表理事の梁澄子が8月3日から展示中止反対の署名運動を開始し、金富子、牟田和恵、岡野八代、山口智美など多くのフェミニスト思想家が賛意を示した。その中でも、牟田和恵は慰安婦像への抗議を「『性被害を告発する女』への怒り」として、性暴力を許容し加害を正当化しようとする日本の「文化」と地続きであると主張した。
さらに「表現の不自由展」実行委員の永田浩三が所属する「表現の自由を市民の手に 全国ネットワーク」（代表世話人志田陽子）も、企画展の再開を求めて署名運動を開始した。

#### あいちトリエンナーレ実行委員会と表現の不自由実行委員会の和解
9月13日、「表現の不自由展・その後」実行委員会は、あいちトリエンナーレ実行委員会に展示再開を求める仮処分を名古屋地裁に申し立て、22日には展示再開を求めるデモ行進（主催者発表250人）が名古屋市内で行われた。
9月25日、あいちトリエンナーレのあり方検証委員会は「展示方法や解説プログラムの改善・追加」などの条件を整えた上で、現在の体制はもはや機能しないとし、新体制の構築をして再開をすることを提言した。
9月26日、「表現の不自由展・その後」実行委員会は記者会見を開き、検証委員会が「表現の不自由展・その後」実行委員会を排除した形を視野に入れて再開が進められていることを批判し、展示方法や解説プログラムの改善の要望に対しても「不自由展の実行委員会が展示説明文に記載した史実を検証委はねじまげて展示空間に反映しようとしている」と批判し、「『条件付き再開』は検閲であり、無条件回復こそ自由の証明である」とする声明を発表した。
9月30日、あいちトリエンナーレ実行委員会は「表現の不自由展・その後」実行委員会が要求する無条件回復に応じ、『平和の少女像』も再展示することで合意。不自由展実行委員の岡本有佳は韓国のハンギョレ新聞との電話インタビューで「大きな勝利」と述べ、出展者の安世鴻も「慰安婦問題や福島問題などがもう少し公論化する出発点になることを願う」と述べた。

#### 展示再開
10月6日、不自由展の出展作家らが応対するコールセンターの設置と、10月8日からの電話受け付けの開始が発表された。展示再開に対する抗議電話は200件を越えたが、10分以上の電話を自動的に切断する仕組みを導入することで対応し、愛知県は表現の不自由展に対する脅迫電話は警察に通報し、苦情電話は『電凸（電話による攻撃）』として無作為抽出してインターネット（YouTube）に公開することで対抗した。
10月8日、不自由展は、一回につき30人に限定したガイドツアー方式で再開された。初日は2回実施。計60の定員に、延べ1,358人が抽選に並んだ。入場者は金属探知機による検査を受け、身分証明書の提示などが求められた。9日からは芸術祭会期中にSNSに投稿しないとの誓約書に署名すれば、写真や動画の撮影が許可された 。

### 閉会
10月14日、閉会。大村は「過去最高の来場者をお迎えする中で、円満に芸術祭を終えることができました」と報告し、円頓寺会場で、実行委員長の津田が「一度マイナスになったが、プラスマイナスゼロをめざし、プラスで終われた」とイベントの成功を宣言すると、参加者から大村秀章と共に胴上げされた。
12月24日、大村は日本記者クラブで記者会見し、『表現の不自由展』に対する抗議を「違う立場や意見を認めず、徹底的に攻撃することがまかり通る日本の社会に驚きを感じた」と評し、「次もつないでやっていきたい。強い希望だ」と意欲を示した。

#### 「表現の不自由展」をめぐる動きについての賛同見解
あいちトリエンナーレのあり方検証委員会は、表現の不自由展の意義を「拡大するネット環境によって社会の二極化や分断の進行が露わになるとともに、いわゆる『反知性主義』の存在が可視化された。」とし、展示反対の動きは「美術に関心のない人々」によるものとする一方、展示再開への取り組みを「国内外の芸術家と市民の広範な連帯が実現し、芸術祭の新たな局面が示された。」と評した。
日本美術家連盟は『事前にこの度の展覧会の主旨が、公共の場と表現の関係を拡張しようとする試みであることを周知すべきでしたし、これに伴う反対意見や議論への対応、脅迫等の違法行為に対する組織的な対応をも展示のプログラムに織り込むべきではなかったかと考えます』とトリエンナーレ実行委員会の運営手法を批判し、『対立を避け、平穏でフラットな空間を「公共」に求める流れに対し、愛知県が一歩踏み込んで、受け入れる「表現」の幅を広げようとした姿勢は評価できるものです。しかし、この展示に対する反応の大きさを見誤り、足元をすくわれ、結果的に「表現」の側に立つことの困難を印象づけることになりました。』と評した。
日本共産党はあいちトリエンナーレ2019を「いまの日本に横たわるゆがんだ歴史認識、憎しみや差別をあおる勢力をあぶり出すとともに、それに抗し内外で連帯する姿を示した意義は大きい」と評した。
林道郎上智大学教授は「表現の自由という概念が人々に内面化されていないことを痛感した」と述べ、欧米式の自己主張を重視する教育が行われていないことに原因を求めた。また、抗議の背景には「日本が経済大国でなくなりつつあること」を指摘し、「自己と国を重ねている人には耐えがたいのだろう。だから国の方針に反する存在に不満をぶつける」と分析した。
社会学者の倉橋耕平は「表現の不自由展・その後」に展示された作品の一部（慰安婦像など）に対し、内容が反日的であるとの批判がおこなわれたことについて、「ことの顛末の本丸は「慰安婦」問題をめぐる「歴史修正主義」にある」と述べた。また、朝日新聞を糺す国民会議が朝日新聞社を相手取って起こした集団訴訟に関する記事の中で、あいちトリエンナーレ2019に展示された慰安婦像をめぐる動きにも触れ、「国際社会が人権問題と認識している『慰安婦』問題が、日本では歴史認識や表現の自由の問題にすり替えられようとしている」「あたかも日本人が被害者であるかのように、議論がすり替えられています」と懸念を示した。

#### 「表現の不自由展」をめぐる動きについての批判見解
橋下徹は、憲法9条改正反対の集会はいいがヘイト集会には自治体会場を貸すなという「朝日新聞的インテリ」に対して、「表現「内容」による判断が難しいことを知らない。そして「内容」による判断を許してしまうと、今度は自分たちの表現行為も事前規制される恐れが高まることに頭が及ばない。」とし、「ヘイト」という概念を巧みに使って時の政治権力が、自分たちに都合の悪い表現行為を「ヘイト」として禁じてしまう恐れも出てくるため、自治体が会場を貸すかどうかは内容で判断せず、政治的要素をすべて認めるかすべて禁じるかしかないとした。
在日ウクライナ人の右派系活動家のナザレンコ・アンドリーは、たびたび左派系アカウントから出身地を馬鹿にされる被害に遭っており、左翼や自称リベラルの「表現の自由」は「自分の表現は、すべて例外なく認められるべきだが、自分が気に入らない表現はすべて規制されるべき」というダブルスタンダードと批判している。

### 表現の不自由展に関連した問題

#### 検閲を巡る論争
2019年8月5日、河村たかし名古屋市長の『表現の不自由展』の中止を含めた適切な対応を求める要望に対して、大村愛知県知事は記者会見を開き、憲法21条第2項は公権力が思想内容の当否を判断すること自体が許されていないとし、「（河村の言動は）憲法違反の疑いがきわめて濃厚ではないかと思う」と発言し、河村は1984年の大法廷判決を引用して『本件企画展の場合、「県立美術館の安心・安全な管理運営」の面から、本件企画展に寄せられた「肖像画・焼損映像」のような作品の展示を中止したとしても、他県の美術館での展示や、「作者自らの資源を用いて表現活動を行う」ことを何ら妨げるものではないから、「検閲」に当たらない』と反論し、『あいちトリエンナーレのあり方検証委員会』の中間報告でも、「あいちトリエンナーレ実行委員会と不自由展実行委員会との間には業務委託契約が存在し、中止に関する法的問題は、基本的には憲法ではなく、契約の問題（「基本的には」というのは、船橋市立図書館事件があるためであるが、本件には該当しない）」と法学者の曽我部真裕が報告している。
8月26日、韓国のソウル大学校日本研究所のキム・ヒョジン教授は慰安婦像を再展示するための戦略として「日本の少女像に対する反発を指摘するよりは、『表現の自由』の問題を浮き彫りにすることが、さらに訴求力のある戦略」と分析した。「少女像を強調すれば強調するほど、むしろ平和の少女像を口実に展示会を攻撃する日本国内の嫌韓論者に反対根拠を提供するのではないか、熟慮する必要がある。」「日本の市民社会は依然として『検閲』に対して強い反感を持っていて、これは重要な連帯の根幹になりうる」と報告を行った。
その後、8月21日、京都弁護士会は「公権力が、表現内容に異議を述べてその中止を求めることは、表現活動に多大な萎縮効果をもたらすものであり、到底許されるものではない。」と会長声明を発表、同月29日には、東京弁護士会も「公権力が、表現内容に異議を述べてその中止を求めることは、表現活動に多大な萎縮効果をもたらすものであり、到底許されるものではない。」と相次いで河村を批判した。さらに、9月3日に愛知県弁護士会が「公共の場における多様な表現の保障は、民主主義の意見形成の過程を支えていくために不可欠であり、多数意見と異なる少数意見の表現、特に時の権力者の意見に反する少数意見であっても、多数派の意見と同様に最大限の保障がなされなければならない。」「河村市長の発言と行動は、行政庁の長である市長が企画展の展示物である表現の内容に対して異議を唱え出品者の表現行為を止めようとするものであり、憲法21条2項との関係において適切さを欠くものである」と批判を行った。
河村は「名古屋市民の多くにとって、激しい嫌悪感・不快感を催し、国民感情に著しく反すると思われる作品群に対し「便宜を供与」（公共施設の使用許可等）し、公金（愛知県民税・名古屋市民税・国税）を使うことが著しく不適切であると考えられるがゆえに、その「（展示の）中止を含めた適切な対応」を求めたもので、「中止そのもの」を求めた訳ではありませんし、個々の作品の「表現の規制」を目的とした行為ではありません」と反論を行った。

#### 文化庁の補助金交付
8月2日、記者会見で柴山昌彦文部科学大臣は以下の見解を示した。
また、同日に菅義偉官房長官も記者会見で「補助金交付の決定にあたっては、事実関係を確認、精査して適切に対応したい」と述べた。芸術祭実行委員会会長代理も務める名古屋市の河村たかし市長は、開催経費の市負担分について政府と共同歩調を取ることを表明し、支払わない場合がありうることを示唆した。
その一方で、自民党岸田派の武井俊輔衆院議員は3日のTwitterで「政府や行政に批判的な人でも納税している。政府や行政に従順、ないしは意向に沿ったものにしか拠出しないということは、決してあってはならない」と反論している。また、名古屋学院大学の飯島滋明教授ら憲法学者91人が補助金交付の見直しについて「自分が気に入らないという理由だけで禁止し、抑制しようとするもの」と批判し、アレクシス・ダデンらが「ポピュリストの要求を唯々諾々と受け入れ、あまつさえテロリストの恫喝（どうかつ）に屈するなどということは到底受け入れられるものではありません。」と「日本の芸術家、ジャーナリスト、学者を支持する声明」を発表した。

芸術祭実行委員会会長を務める愛知県の大村秀章知事は8月5日の記者会見で、「あいちトリエンナーレ」が補助金の審査対象とされたことについて、憲法21条違反の疑いがあると批判を行った。この問題に対して、大村は以下の見解を示している。
9月26日、文化庁は補助金審査の結果として、以下の理由により補助金を全額不交付とすることを決定した。
この決定に対して、TBSの世論調査は適切とする意見が46%、不適切とする意見が31%であることが報じられた。
大村は記者会見で「合理的な理由があるのかということについて、国の『国地方係争処理委員会』で理由を聞くことになる」と述べた。また、午後の記者会見で「憲法21条が保証する表現の自由に対する重大な侵害だ。抽象的な事由で一方的に不交付が決定されるのは承服できない。合理的な理由がない」と発言。決定の取り消しを求め、国を訴える考えを明らかにした。その後も、森友学園問題や加計学園問題を引き合いに出して政府批判を続け、10月24日に愛知県は文化庁に対して補助金適正化法に基づき同庁に不服を申し出た。
芸術監督の津田大介も「事後的に交付決定を覆されたら、企画内容に強烈な自粛効果が生まれる。事後検閲的な効果が強いという点でも、手続き論的にも問題の多い決定」と批判し、実行委員の野田邦弘、キュレーターの鷲田めるろが抗議のため文化庁から嘱託された役職を相次いで辞任した。津田と展示再開派はインターネットの署名サイトChange.orgで文化庁の決定撤回を求める署名を開始し、あいちトリエンナーレのあり方検証委員会で座長を務めた山梨俊夫国立国際美術館長も「個人的にも、国立美術館長としても反対」と表明した。このほかにも、日本マスコミ文化情報労組会議と韓国の報道労組による抗議集会、東京大学教員167名によるあいちトリエンナーレへの補助金の不交付決定に対する抗議文が10月9日に文化庁に提出されるなどの動きがあった。
政界からも、日本共産党の小池晃書記局長が「憲法が禁止している明らかな検閲だ」「後から補助金交付を却下するやり方がまかり通るようになれば、主催者は政権の顔色をうかがってやらざるを得なくなる」と批判し、立憲民主党の枝野幸男代表も「萎縮効果を働かせるようなことを公的な機関が行うことは表現の自由に対する侵害だ」、「文化庁は廃止した方がいいんじゃないか」などの批判を行った。また、前新潟県知事の米山隆一も「法的根拠も合理性もなし。法の支配を歪め、行政運営の根本も揺るがす過った決定」と批判を行った。自民党の稲田朋美幹事長代行は「（従軍慰安婦を象徴する少女像などを展示した）あれを公金を使ってやるのはおかしいことだと思うし、判断を責められるべきではない」と反論した。元大阪府知事の橋下徹は「政治的な主張に行政が偏った関与をしてしまうと、プロパガンダに使われてしまうかもしれないし、非常に危険。行政がお金を出しながらやるんだったら、中立性を保たないといけないといけないし、それは表現の自由の問題とは別だ」と論じた。
2019年12月18日、あいちトリエンナーレのあり方検証委員会は最終報告で、『遠近を抱えて PartⅡ』について、芸術監督の津田大介が「大浦氏の新作映像の内容を知り、またその出品を5月27日に正式決定したにもかかわらず、作品リストに掲載せず、またその事実とそれがもたらす混乱の可能性やリスクを事務局やキュレーターチーム、会長に伝えないまま展覧会の開催日を迎えたこと」と認め、2020年3月19日、愛知県は「補助金の申請を行った令和元年5月30日よりも前の段階から、来場者を含め展示会場の安全や事業の円滑な運営を脅かすような事態への懸念が想定されたにもかかわらず、これを申告しなかったことは遺憾であり、今後は、これまで以上に、連絡を密にする」と意見書を文化庁に提出した後、2019年4月25日付けの交付申請書の申請額から展示会場の安全や事業の円滑な運営にかかる懸念に関連する経費等を減額することを申請した。文化庁も愛知県が遺憾の意を示した上で今後の改善を表明したこと、展示会場の安全や事業の円滑な運営にかかる懸念に関連する経費等の減額を内容とする変更申請がなされたこと等を踏まえて交付の可否を検討した結果、愛知県から変更申請のあった金額（6,661万9千円）について、補助金を満額で交付することを決定した（当初の金額は7,829万円）。

#### 負担金の残金支払いをめぐる愛知県と名古屋市の対立
2019年4月16日、名古屋市は、実行委員会への負担金1億7,102万4千円の交付を決定。しかし不自由展の展示内容などを問題視した市は、1億3,722万2千円まで支払ったところで方針を転換。残金の3,380万円2千円について支払わない意思を固めた。
同年12月9日、名古屋市は「あいちトリエンナーレ名古屋市あり方・負担金検証委員会」を設置。名古屋市が支払いを保留していた負担金3,380万円について、第三者委員会による検討が行われることとなった。委員会の委員は山本庸幸（前最高裁判所判事）、浅野善治（元衆議院調査局決算行政監視調査室首席調査員）、田中秀臣（上武大学ビジネス情報学部教授）、中込秀樹（元名古屋高等裁判所長官）、田中由紀子（美術批評家）の5人。
2020年3月27日、第3回目の検証委員会が開催。座長の山本は、不払いの方針を是認する報告書案を提出。同案は山本、浅野、田中秀臣の3人が賛成し、中込、田中由紀子の2人が反対した。多数決により報告書は採択され、同日、名古屋市は3,380万円の不払いを行政決定し、愛知県に通知した。河村は「大村知事が独断で企画展の中止や再開を行った」などとして支払わないことをメディアに対しても明らかにした。
同年4月20日、大村知事は、実行委員会の会長、会長代行、副会長（2人）、委員（20人）に対し、名古屋市を提訴することについて賛否を問う文書を送付。書面での表決の結果、自身を含めた24人中、21人が回答し、賛成14、反対0、棄権7だった。
同年5月1日、愛知県は文書で「あいちトリエンナーレ2019は、75日間の会期を全うし、総数で67.6 万人の来場者を集めた国内最大規模の国際美術展として、多くの方々に楽しんでいただくことができました。このことからも明らかなように、今回のあいちトリエンナーレの開催の意義は十分に達成されており、名古屋市の主張する『事情の変更により特別の必要が生じた』 には、到底当たらないものであります」と反論し、「河村氏・名古屋市によって、一方的に負担金の残額の不交付がしかけられたものであり、極めて不謹慎かつ非常識なものと思料します」と河村を非難した。
同年5月21日、芸術祭実行委員会は、名古屋市を相手取り3,380万円の支払いを求めて名古屋地裁に提訴した。
2022年5月25日、名古屋地裁は実行委員会の請求を認め、名古屋市に未払い分3,380万2千円全額の支払いを命じた。名古屋市は判決を不服として控訴した。12月2日、名古屋高裁は一審判決を支持し、名古屋市の控訴を棄却した。16日に市は判決を不服として上告した。同日、川村は記者会見で、負担金については遅延損害金が月約14万円かかることから未払い分を「仮払い」する方向で実行委と調整する考えを示した。
2023年1月13日、名古屋市は負担金3,380万円と遅延損害金547万円を合わせた計3,927万円を実行委員会に支払った。河村は、最高裁で二審判決が破棄された場合に返還してもらうことを条件にした「仮払い」と改めて主張。大村は記者団に「法的には『弁済』であり、当方としては『弁済』として受領した」「（市の）見解が違うのであれば、支払わなければいい」と述べた。
2024年3月6日付で最高裁第3小法廷が市側の上告を退ける決定をし、未払い分の支払いを命じた一、二審判決が確定した。

### 表現の不自由展の対抗運動・フォロワー
| 名称                                       | 開催期間                   | 開催場所                              | |
| ------------------------------------------ | -------------------------- | ------------------------------------- | --- |
| なごやトリエンナーレ「騒音の夕べ」         | 2019年7月31日              | 愛知県名古屋市 愛知芸術文化センター   | アート業界批判が目的                                                                                              |
| なごやトリエンナーレ「表現の萎縮展」       | 2019年10月12日～20日       | 愛知県名古屋市 特殊書店Bibliomania    | なごやトリエンナーレの逮捕に抗議                                                                                  |
| あいちトリカエナハーレ2019「表現の自由展」 | 2019年10月27日             | 愛知県名古屋市 愛知県女性総合センター | 日本第一党が「あいちトリエンナーレ2019に対抗する日本人のための芸術祭」と題して開催された。                        |
| 不自由の不自由展～吉祥寺トリエンターレ2019 | 2019年11月18日 ～ 11月30日 | 東京都 吉祥寺 GALLEY ナベサン         | 『あいちトリエンナーレ2019』での「表現」を巡る一連の「騒動」を受けて開催された。 会田誠、根本敬、北大路翼ら参加。 |
| 北海道・表現の自由と不自由展               | 2019年12月21日             | 北海道札幌市 札幌市教育文化会館       | 有志によって「表現の不自由展・その後」の問題を考える企画として開催された。                                        |

#### なごやトリエンナーレ「騒音の夕べ」
助成金アート・行政アートイベント批判活動を行っている活動家外山恒一界隈の組織「名古屋アナキズム研究会」及び超国家主義『民族の意志』同盟系「トラリー・プロジェクト」による、未来派・ダダイズム的アート批判企画。津田大介は友好的な運動と勘違いしたらしくツイッターで連携を表明したため、これ幸いと乗り込み、2019年7月31日に「騒音の夕べ」と称した前衛芸術イベントを実施。絵の具を撒き散らすなどの行為に及んだ。8月7日には公務執行妨害で関係者が逮捕された。この際「右翼関係者が『ガソリンだ』などと言いながら警察官にバケツで液体をかけた」などと報じられたが、容疑者側によると掃除中のトラブルであり、アート業界粉砕が目的であって慰安婦像問題などとは全く無関係としている。
紛らわしい名称の意図については、外山曰く「『なごやトリエンナーレ』はまさに、『あいちトリエンナーレ』に似ることによってその『権力』(権威)を奪い、かつまた、それ自体から『ずれてあること』の力のありかをまざまざと開示し(え)ていると評価すべきだろう」と述べている。

#### なごやトリエンナーレ「表現の萎縮展」
上記なごやトリエンナーレでの逮捕に抗議。平和の少女像の手足を4本にしたパロディなどが展示された。

#### あいちトリカエナハーレ2019「表現の自由展」
2019年10月27日に、日本第一党が「あいちトリエンナーレ2019に対抗する日本人のための芸術祭」と題して開催された。1日のみの開催で、名古屋市の愛知県女性総合センターで行われた。

#### 不自由の不自由展～吉祥寺トリエンターレ2019
2019年11月18日、「あいちトリエンナーレ2019」における今夏の一連の出来事を受け、日本における表現の自由を考えることをテーマとして吉祥寺の「gallaryナベサン」で開催された。

#### 北海道・表現の自由と不自由展
12月21日、北海道の札幌で有志によって「表現の不自由展・その後」の問題を考える「北海道・表現の自由と不自由展」が札幌市教育文化会館で開催された。同展では、劇団主宰のチョキム・シガンによる、朝鮮から日本に連れられた女性が遊郭に売られて自殺するという内容の一人芝居が披露された。また「あいちトリエンナーレ」でも問題となった慰安婦像のミニチュアレプリカが複数個展示された。チョキムは朝鮮学校にも出展を呼びかけたが、学校側が生徒への影響を配慮して実現しなかった。河村たかし名古屋市長や菅義偉官房長官も写真もその中に加えられた。これらの映像をみた河村たかしは「自分の写真を燃やされることは、侮辱は間違いないし、脅迫に近い」として法的措置を検討すると述べた。会場での撮影はマスコミ関係者のみの許可であったが、インターネット放送局の「チャンネル桜北海道」の取材班が名刺を渡して撮影しようとしたところ、スタッフに撮影を拒否され押し問答になる一幕もあった。同局のキャスターで元道議の小野寺秀は「表現の自由、不自由を問う展示会なのに、考え方が異なるからといって排除されるのは納得できない」と話した。展示は1日限りで450人が訪れた。

## あいち2022
| テーマ           | STILL ALIVE 今、を生き抜くアートのちから                  |
| 会期             | 2022年7月30日～10月10日                                   |
| 会場             | 愛知芸術文化センター、有松地区会場 一宮市会場、常滑市会場 |
| 芸術監督         | 片岡真実（森美術館館長、国際美術館会議（CIMAM）会長）     |
| キュレーター     | 中村史子、飯田志保子、会田大也、山本高之、相馬千秋        |
| 参加アーティスト | 100組                                                     |
| 入場者数         |                                                           |
| 主催             | 国際芸術祭「あいち」組織委員会                            |

## あいち2025
| テーマ           | 灰と薔薇のあいまに                                                                              |
| 会期             | 2025年9月13日～11月30日                                                                         |
| 会場             | 愛知芸術文化センター、愛知県陶磁美術館、瀬戸市のまちなか                                        |
| 芸術監督         | フール・アル・カシミ（シャルジャ美術財団理事長兼ディレクター、国際ビエンナーレ協会（IBA）会長） |
| 参加アーティスト | 60組                                                                                            |
| 入場者数         |                                                                                                 |
| 主催             | 国際芸術祭「あいち」組織委員会                                                                  |